# Stazione meteorologica di Capo Sagro

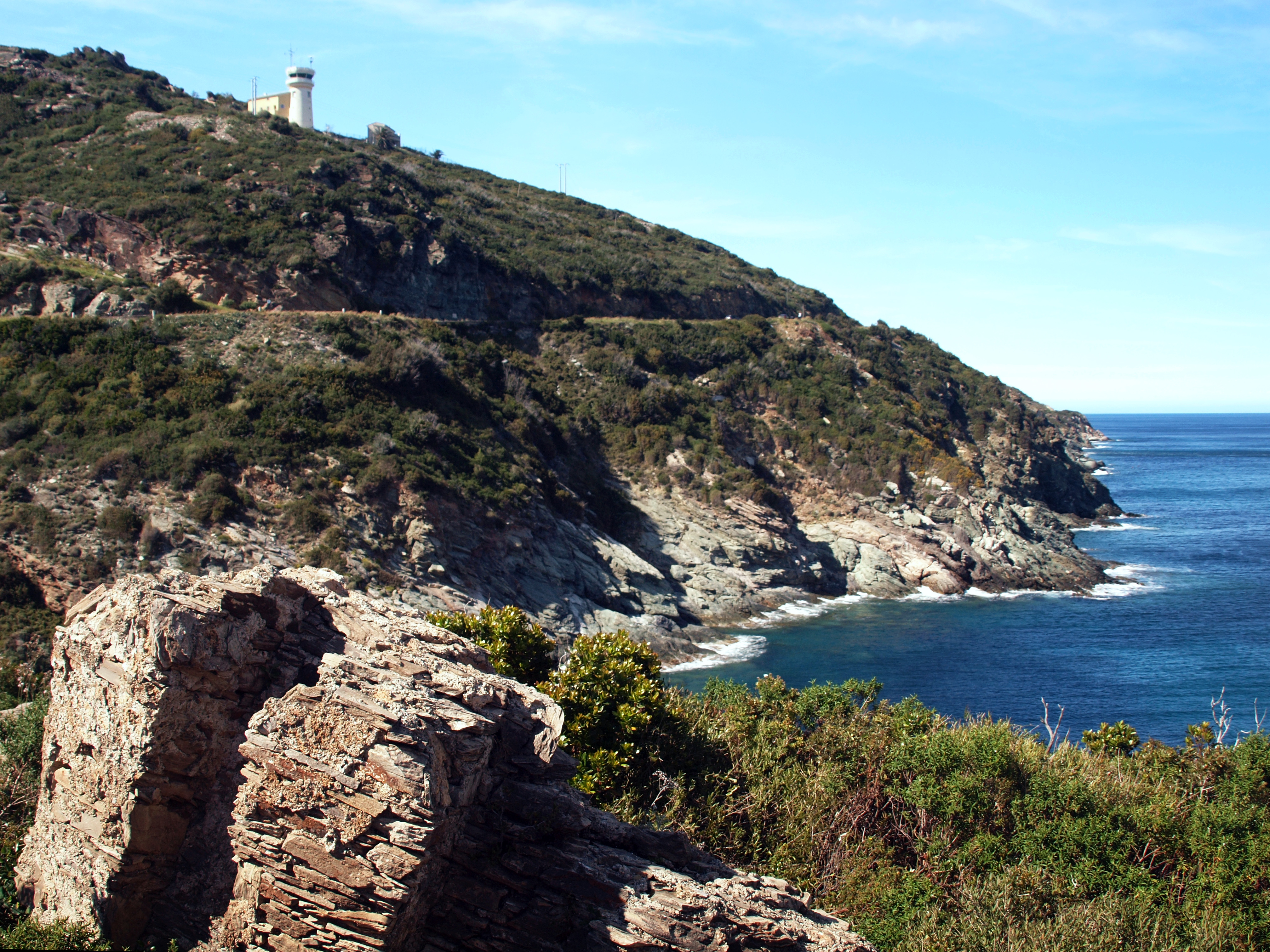
Veduta del faro di Capo Sagro, presso il quale è ubicata l'omonima stazione meteorologica

La stazione meteorologica di Capo Sagro (in francese: Station météorologique de Cap-Sagro, in corso: Stazioni meteurologhjca di Capu Sagru) è la stazione meteorologica di riferimento per l'Organizzazione Mondiale della Meteorologia relativa all'omonima località costiera della penisola del Capo Corso, lungo la costa nord-orientale della Corsica. 

## Coordinate geografiche
La stazione meteo si trova in Corsica, nel territorio comunale di Sisco, presso il faro di Capo Sagro, a un'altezza di 120 metri s.l.m. e alle coordinate geografiche 42°47′59″N 9°28′58″E.

## Dati climatologici 1981-2010
In base alla media trentennale 1981-2010, effettivamente calcolata a partire dal 1982, la temperatura media del mese più freddo, febbraio, si attesta a +10,1 °C; quella del mese più caldo, agosto, è di circa +25,1 °C. 
Le precipitazioni medie annue sono di 822,9 mm, con un picco in autunno ed un minimo nella stagione estiva. 
| Capo Sagro (1981-2010) | Mesi | Mesi | Mesi | Mesi | Mesi | Mesi | Mesi | Mesi | Mesi | Mesi  | Mesi  | Mesi | Stagioni | Stagioni | Stagioni | Stagioni | Anno  |
| Capo Sagro (1981-2010) | Gen  | Feb  | Mar  | Apr  | Mag  | Giu  | Lug  | Ago  | Set  | Ott   | Nov   | Dic  | Inv      | Pri      | Est      | Aut      | Anno  |
| ---------------------- | ---- | ---- | ---- | ---- | ---- | ---- | ---- | ---- | ---- | ----- | ----- | ---- | -------- | -------- | -------- | -------- | ----- |
| T. max. media (°C)     | 12,7 | 12,7 | 14,0 | 16,5 | 20,2 | 23,7 | 27,5 | 28,1 | 24,7 | 21,0  | 16,5  | 14,0 | 13,1     | 16,9     | 26,4     | 20,7     | 19,3  |
| T. min. media (°C)     | 7,9  | 7,5  | 9,1  | 11,2 | 14,7 | 18,1 | 21,7 | 22,0 | 18,6 | 15,7  | 11,7  | 9,0  | 8,1      | 11,7     | 20,6     | 15,3     | 13,9  |
| Precipitazioni (mm)    | 79,9 | 46,4 | 90,6 | 62,1 | 58,2 | 40,1 | 9,6  | 24,4 | 92,6 | 121,3 | 108,0 | 89,7 | 216,0    | 210,9    | 74,1     | 321,9    | 822,9 |

## Temperature estreme mensili dal 1979 ad oggi
Nella tabella sottostante sono riportate le temperature massime e minime assolute mensili, stagionali ed annuali dal 1979 ad oggi, con il relativo anno in cui queste sono state registrate. La massima assoluta del periodo esaminato di +36,0 °C è del luglio 1983 e dell'agosto 2017, mentre la minima assoluta di -3,0 °C è del gennaio 1979.
| Capo Sagro (1979-2023) | Mesi        | Mesi        | Mesi        | Mesi        | Mesi        | Mesi        | Mesi        | Mesi        | Mesi        | Mesi        | Mesi        | Mesi        | Stagioni | Stagioni | Stagioni | Stagioni | Anno |
| Capo Sagro (1979-2023) | Gen         | Feb         | Mar         | Apr         | Mag         | Giu         | Lug         | Ago         | Set         | Ott         | Nov         | Dic         | Inv      | Pri      | Est      | Aut      | Anno |
| ---------------------- | ----------- | ----------- | ----------- | ----------- | ----------- | ----------- | ----------- | ----------- | ----------- | ----------- | ----------- | ----------- | -------- | -------- | -------- | -------- | ---- |
| T. max. assoluta (°C)  | 21,2 (1979) | 22,9 (2020) | 25,0 (2002) | 25,7 (2018) | 30,6 (2022) | 33,4 (2019) | 36,0 (1983) | 36,0 (2017) | 31,0 (2016) | 29,0 (1997) | 26,0 (1985) | 23,4 (1988) | 23,4     | 30,6     | 36,0     | 31,0     | 36,0 |
| T. min. assoluta (°C)  | −3,0 (1979) | −2,5 (1986) | −0,5 (2005) | 2,5 (2022)  | 5,0 (1987)  | 7,0 (2006)  | 11,0 (2001) | 14,0 (1984) | 9,8 (1988)  | 5,6 (2010)  | 1,5 (2015)  | −2,0 (1996) | −3,0     | −0,5     | 7,0      | 1,5      | −3,0 |